# Jikkyō Powerful Pro Yakyū 6
Jikkyō Powerful Pro Yakyū 6 (実況パワフルプロ野球6?) es un videojuego de béisbol para Nintendo 64 publicado por Konami en marzo de 1999, exclusivamente en Japón. Es el sexto juego de la serie Jikkyō Powerful Pro Yakyū y el tercer para Nintendo 64.
- Datos: Q3178672